# Homologie (morfologie)

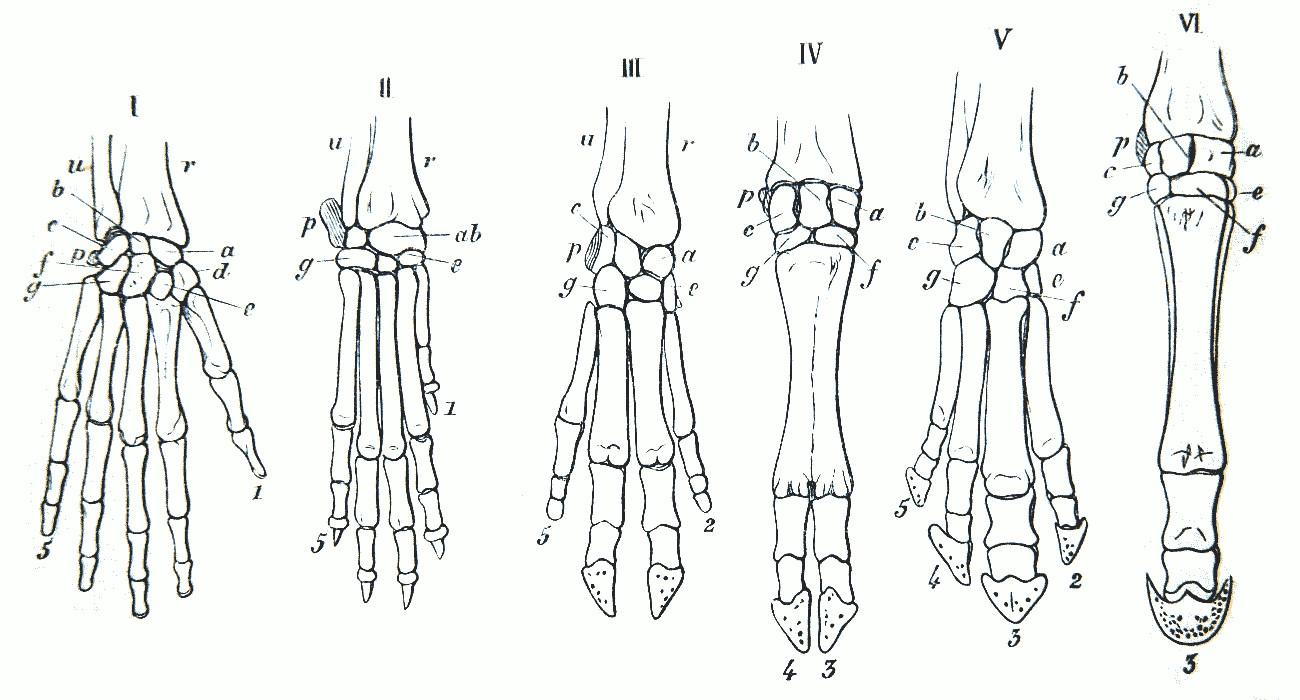
Homologie van de botten van de hand bij verschillende zoogdieren. I Mens, II Hond, III Varken, IV Koe, V Tapir, VI Paard (uit Gegenbaur 1870)

Homologie is een overeenkomstige bouw op een overeenkomstige plaats in een organisme en in samenhang met overeenkomstige organen, die voortkomt uit een vergelijkbare ontogenie (ontwikkeling). Het begrip werd geïntroduceerd door Richard Owen.
Door structuren morfologisch-anatomisch te vergelijken wordt gezocht naar homologe structuren waarvan de oorsprong ligt in overeenkomstige genetische eigenschappen en in de evolutionaire afstamming. Hierbij ontstaan bij verschillende soorten onderling verschillende functies vanuit een bepaald mechanisme van een gemeenschappelijke voorouder. Zo kan divergente evolutie optreden, waarbij nieuwe soorten ontstaan. Homologe structuren bij organismen wijzen op biologische verwantschap.
Bij homologie hebben organen of orgaanstelsels eenzelfde bouwplan, gedeeld door verschillende soorten. Als de organen in hun bijzondere vorm verschillen, kan hun oorspronkelijke functie door veranderende omstandigheden in de loop van de evolutie zijn aangepast.
Een bekend voorbeeld van homologie bij zoogdieren is dat van de ledematen die alle hetzelfde bouwplan hebben, maar samenhangend met hun huidige functies duidelijk van elkaar verschillen.

## Homologe structuren bij landplanten
Homologe organen bij landplanten staan in onderstaande tabellen op de horizontale rijen vermeld, eerst voor sporenplanten onder de Embryophyta, in de tweede tabel voor de zaadplanten. Wilhelm Hofmeister beschreefin 1848 voor het eerst de generatiewisseling waarbij hij de levenscyclus van mossen, varens en zaadplanten vergeleek. Het begrip wordt vooral gebruikt in de plantkunde in de oude, zeer ruime omgrenzing bij algen, schimmels en planten.
Beide onderstaande tabellen moeten naast elkaar gelezen worden.

### Homologe structuren bij mossen en varens
| Vergelijking van levenscycli bij Embryophyta: mossen, wolfsklauwen en varens | Vergelijking van levenscycli bij Embryophyta: mossen, wolfsklauwen en varens | Vergelijking van levenscycli bij Embryophyta: mossen, wolfsklauwen en varens | Vergelijking van levenscycli bij Embryophyta: mossen, wolfsklauwen en varens | Vergelijking van levenscycli bij Embryophyta: mossen, wolfsklauwen en varens | Vergelijking van levenscycli bij Embryophyta: mossen, wolfsklauwen en varens | Vergelijking van levenscycli bij Embryophyta: mossen, wolfsklauwen en varens | Vergelijking van levenscycli bij Embryophyta: mossen, wolfsklauwen en varens | Vergelijking van levenscycli bij Embryophyta: mossen, wolfsklauwen en varens | Vergelijking van levenscycli bij Embryophyta: mossen, wolfsklauwen en varens | Vergelijking van levenscycli bij Embryophyta: mossen, wolfsklauwen en varens | Vergelijking van levenscycli bij Embryophyta: mossen, wolfsklauwen en varens |
| Embryophyta: Cryptogamen, sporenplanten                                      | levermossen, mossen en hauwmossen                                            | levermossen, mossen en hauwmossen                                            | Lycopodiopsida Lycopodium wolfsklauw                                         | Lycopodiopsida Lycopodium wolfsklauw                                         | Lycopodiopsida Selaginella                                                   | Lycopodiopsida Selaginella                                                   | Polypodiopsida Equisetum paardenstaart                                       | Polypodiopsida Marsileaceae pilvarenfamilie                                  | Polypodiopsida Marsileaceae pilvarenfamilie                                  | Polypodiopsida Polypodiales "echte" varens                                   | Polypodiopsida Polypodiales "echte" varens                                   |
| ---------------------------------------------------------------------------- | ---------------------------------------------------------------------------- | ---------------------------------------------------------------------------- | ---------------------------------------------------------------------------- | ---------------------------------------------------------------------------- | ---------------------------------------------------------------------------- | ---------------------------------------------------------------------------- | ---------------------------------------------------------------------------- | ---------------------------------------------------------------------------- | ---------------------------------------------------------------------------- | ---------------------------------------------------------------------------- | ---------------------------------------------------------------------------- |
| geslachts- verdeling:                                                        | isospoor                                                                     | isospoor                                                                     | isospoor                                                                     | isospoor                                                                     | heterospoor                                                                  | heterospoor                                                                  | functioneel heterospoor                                                      | heterospoor                                                                  | heterospoor                                                                  | isospoor                                                                     | isospoor                                                                     |
| geslachts- verdeling:                                                        | mnl. (♂)                                                                     | vrl. (♀)                                                                     | mnl. (♂)                                                                     | vrl. (♀)                                                                     | mnl. (♂)                                                                     | vrl. (♀)                                                                     | mnl. (♂) vrl. (♀)                                                            | mnl. (♂)                                                                     | vrl. (♀)                                                                     | mnl. (♂)                                                                     | vrl. (♀)                                                                     |
| diplofase met sporofyt                                                       |                                                                              |                                                                              | microfyllen                                                                  | microfyllen                                                                  | microfyllen                                                                  | microfyllen                                                                  | macrofyllen                                                                  | macrofyllen                                                                  | macrofyllen                                                                  | macrofyllen                                                                  | macrofyllen                                                                  |
| diplofase met sporofyt                                                       | monosporangiaat, beperkte groei                                              | monosporangiaat, beperkte groei                                              | polysporangiaat, sporenaar = strobilus                                       | polysporangiaat, sporenaar = strobilus                                       | polysporangiaat, sporenaar = strobilus                                       | polysporangiaat, sporenaar = strobilus                                       | polysporangiaat, strobilus                                                   | polysporangiaat, sorocarp = sporocarp                                        | polysporangiaat, sorocarp = sporocarp                                        | polysporangiaat                                                              | polysporangiaat                                                              |
| diplofase met sporofyt                                                       | 1-∞ kapselstelen                                                             | 1-∞ kapselstelen                                                             | ∞ sporofyllen                                                                | ∞ sporofyllen                                                                | ∞ micro- sporofyllen                                                         | ∞ macro- sporofyllen                                                         |                                                                              |                                                                              |                                                                              | sporofyl                                                                     | sporofyl                                                                     |
| diplofase met sporofyt                                                       | 1-∞ kapselstelen                                                             | 1-∞ kapselstelen                                                             | ∞ sporofyllen                                                                | ∞ sporofyllen                                                                | ∞ micro- sporofyllen                                                         | ∞ macro- sporofyllen                                                         | ∞ sporangiofoor                                                              | ∞ sorus = sporangiënhoopje met indusium                                      | ∞ sorus = sporangiënhoopje met indusium                                      | ∞ sporenhoopje                                                               | ∞ sporenhoopje                                                               |
| diplofase met sporofyt                                                       |                                                                              |                                                                              |                                                                              | geen integument                                                              |                                                                              | geen integument                                                              | geen integument                                                              |                                                                              | geen integument                                                              |                                                                              | geen integument                                                              |
| diplofase met sporofyt                                                       | 1 sporenkapsel                                                               | 1 sporenkapsel                                                               | 1 sporangium                                                                 | 1 sporangium                                                                 | 1 micro- sporangium                                                          | 1 macro- sporangium                                                          | 6 sporangia                                                                  | ∞ micro- sporangia                                                           | 1 macro- sporangium                                                          | ∞ sporangia                                                                  | ∞ sporangia                                                                  |
| diplofase met sporofyt                                                       | spore- moedercel                                                             | spore- moedercel                                                             | spore- moedercel                                                             | spore- moedercel                                                             | microspore- moedercel                                                        | macrospore- moedercel                                                        | spore- moedercel                                                             | microspore- moedercel                                                        | macrospore- moedercel                                                        | spore- moedercellen                                                          | spore- moedercellen                                                          |
| haplofase met gametofyt                                                      | ∞ sporen, vrijkomend                                                         | ∞ sporen, vrijkomend                                                         | ∞ sporen, vrijkomend                                                         | ∞ sporen, vrijkomend                                                         | ∞ microsporen, vrijkomend                                                    | 4 macrosporen (1 tetrade,) vrijkomend                                        | ∞ androspore (♂), ∞ gynospore (♀), vrijkomend                                | microspore, vrijkomend                                                       | macrosporen, vrijkomend                                                      | sporen, vrijkomend                                                           | sporen, vrijkomend                                                           |
| haplofase met gametofyt                                                      | protonema, vrijlevende fotoautotrofe plant                                   | protonema, vrijlevende fotoautotrofe plant                                   | prothallium, vrijlevend, saprofytisch                                        | prothallium, vrijlevend, saprofytisch                                        | micro- prothallium, endospoor, fotoautotroof                                 | macro- prothallium, endospoor, fotoautotroof                                 | ♂ prothallium, ♀ prothallium, fotoautotroof                                  | micro- prothallium, endospoor, fotoautotroof                                 | macro- prothallium, endospoor, fotoautotroof                                 | prothallium, vrijlevend, fotoautotroof                                       | prothallium, vrijlevend, fotoautotroof                                       |
| haplofase met gametofyt                                                      | (cauloïden & fylloïden)                                                      |                                                                              |                                                                              |                                                                              |                                                                              |                                                                              |                                                                              |                                                                              |                                                                              |                                                                              |                                                                              |
| haplofase met gametofyt                                                      | anthe- ridia                                                                 | arche- gonia                                                                 | anthe- ridia                                                                 | arche- gonia                                                                 | anthe- ridia                                                                 | arche- gonia                                                                 | archegonia of antheridia                                                     | 2 anthe- ridia                                                               | 1 arche- gonium                                                              | anthe- ridia                                                                 | arche- gonia                                                                 |
| haplofase met gametofyt                                                      | biflagellate anthero- zoïde                                                  | eicel                                                                        | biflagellate anthero- zoïde                                                  | eicel                                                                        | biflagellate anthero- zoïde                                                  | eicel                                                                        | eicel, antherozoïde met spiraalband van cilia                                | poly- flagellate anthero- zoïde                                              | eicel                                                                        | anthero- zoïden                                                              | eicel                                                                        |

### Homologe structuren bij zaadplanten
| Vergelijking van levenscycli bij Embryophyta: naakt- en bedektzadigen | Vergelijking van levenscycli bij Embryophyta: naakt- en bedektzadigen | Vergelijking van levenscycli bij Embryophyta: naakt- en bedektzadigen | Vergelijking van levenscycli bij Embryophyta: naakt- en bedektzadigen | Vergelijking van levenscycli bij Embryophyta: naakt- en bedektzadigen | Vergelijking van levenscycli bij Embryophyta: naakt- en bedektzadigen | Vergelijking van levenscycli bij Embryophyta: naakt- en bedektzadigen | Vergelijking van levenscycli bij Embryophyta: naakt- en bedektzadigen | Vergelijking van levenscycli bij Embryophyta: naakt- en bedektzadigen |
| Embryophyta: zaadplanten                                              | Cycadophyta palmvarens                                                | Cycadophyta palmvarens                                                | Ginkgoales                                                            | Ginkgoales                                                            | Coniferae coniferen                                                   | Coniferae coniferen                                                   | Angiospermae bedektzadigen                                            | Angiospermae bedektzadigen                                            |
| --------------------------------------------------------------------- | --------------------------------------------------------------------- | --------------------------------------------------------------------- | --------------------------------------------------------------------- | --------------------------------------------------------------------- | --------------------------------------------------------------------- | --------------------------------------------------------------------- | --------------------------------------------------------------------- | --------------------------------------------------------------------- |
| geslachts- verdeling:                                                 | heterospoor                                                           | heterospoor                                                           | heterospoor                                                           | heterospoor                                                           | heterospoor                                                           | heterospoor                                                           | heterospoor                                                           | heterospoor                                                           |
| geslachts- verdeling:                                                 | mnl. (♂)                                                              | vrl. (♀)                                                              | mnl. (♂)                                                              | vrl. (♀)                                                              | mnl. (♂)                                                              | vrl. (♀)                                                              | mnl. (♂)                                                              | vrl. (♀)                                                              |
| diplofase met sporofyt                                                | macrofyllen                                                           | macrofyllen                                                           | macrofyllen                                                           | macrofyllen                                                           | macrofyllen                                                           | macrofyllen                                                           | 'echte' bladeren                                                      | 'echte' bladeren                                                      |
| diplofase met sporofyt                                                | ♂ kegel = strobilus                                                   | ♀ kegel = strobilus                                                   | ♂ kegel = strobilus                                                   | gevorkte steel                                                        | ♀ kegel = strobilus                                                   | ♂ kegel = strobilus                                                   | bloem                                                                 | bloem                                                                 |
| diplofase met sporofyt                                                | micro- sporofyllen schubvormig                                        | macro- sporofyllen aan top stam                                       | micro- sporofyllen schubvormig                                        | gevorkte steel                                                        | meeldraad schubvormig                                                 | zaadschub                                                             | meeldraad                                                             | vruchtblad carpel                                                     |
| diplofase met sporofyt                                                |                                                                       | integumenten (zaadvliezen)                                            |                                                                       | integumenten                                                          |                                                                       | integumenten                                                          |                                                                       | integumenten                                                          |
| diplofase met sporofyt                                                | micro- sporangium, =pollenzakje                                       | nucellus (macro- sporangium)                                          | 2 pollenzakjes op vertakte sporangiofoor                              | embryozak = nucellus                                                  | 2 pollenzakje aan schub                                               | embryozak = nucellus                                                  | 2 pollenzakje op helmdraad                                            | embryozak = nucellus                                                  |
| diplofase met sporofyt                                                | microspore- moedercel                                                 | macrospore- moedercel                                                 | (microspore- moedercel)                                               | (macrospore- moedercel)                                               | pollen- moedercel                                                     | embryozak- moedercel                                                  | pollen- moedercel                                                     | embryozak- moedercel                                                  |
| haplofase met gametofyt                                               | microspore vrijkomend                                                 | 2 macrosporen niet vrijkomend                                         | microspore vrijkomend                                                 | macrospore niet vrijkomend                                            | trilete pre-pollen vrijkomend                                         | embryozakcel                                                          | stuifmeel vrijkomend                                                  | embryozakcel                                                          |
| haplofase met gametofyt                                               | micro- prothallium- cel + buiscel                                     | 2 macro- prothallia (endospoor) + pollenkamer                         | 2 prothallium- cellen en buiscel                                      | macro- prothallium (endospoor) + pollenkamer                          | pollenbuis, vegetatieve celkernen (endospoor)                         | macro- prothallium (endospoor)                                        | pollenbuis, vegetatieve celkernen (endospoor)                         | synergiden en antipoden (endospoor)                                   |
| haplofase met gametofyt                                               | antheridium                                                           | 2-∞ archegonia                                                        | (antheridia?)                                                         | 2 archegonia                                                          | pollenbuiskern                                                        | archegonium                                                           | pollenbuiskern                                                        | secundaire embryozakkern 2 polaire kernen                             |
| haplofase met gametofyt                                               | antherozoïde, spiraalband van cilia                                   | eicel                                                                 | 2 antherozoïden, spiraalband van cilia                                | eicel                                                                 | 2 generatieve kernen                                                  | eicel                                                                 | 2 generatieve kernen                                                  | eicel, + secundaire kern (2n)                                         |

## Homologe organen in het menselijk voortplantingssysteem

### Lijst van homologe organen
Dit is een lijst van homologe organen in het menselijk lichaam, met name van de geslachtsorganen, die zich in een menselijk embryo onder invloed van o.a. het hormoon testosteron vanuit een dezelfde groep cellen (blastocyste) ontwikkelen tot verschillende mannelijke en vrouwelijke organen.
| Oorsprong                              | Mannelijk                                                                 | Vrouwelijk |
| -------------------------------------- | ------------------------------------------------------------------------- | --- |
| Gonade                                 | Teelbal                                                                   | Eierstok |
| Gang van Müller                        | Appendix testis                                                           | Gesteelde hydatide van Morgagni aan de eierstok                                                                                       |
| Gang van Müller                        | Prostaatkanaal                                                            | Baarmoeder (Uterus), bovenste deel vagina                                                                                             |
| Oernier (Mesonefros)                   | Paradidymis                                                               | Epoöforon, Paroöforon |
| Oernier (Mesonefros)                   | Rete testis                                                               | Rete ovarii |
| Oernier (Mesonefros)                   | Bijbal (Epididymis)                                                       | Gang van Gartner (Ductus longitudinalis epoophori)                                                                                    |
| Oernier (Mesonefros)                   | Zaadleider (Vas deferens)                                                 | |
| Oernier (Mesonefros)                   | Zaadblaasjes (Glandulae vesiculosae)                                      | |
| Sinus urogenitalis (Urogenitale holte) | Prostaat                                                                  | Para-urethrale klieren |
| Sinus urogenitalis (Urogenitale holte) | Urineblaas, urinebuis                                                     | Urineblaas, urinebuis, onderste deel vagina                                                                                           |
| Sinus urogenitalis (Urogenitale holte) | Cowperse klier                                                            | Klier van Bartholin |
| Labioscrotale plooi                    | Scrotum                                                                   | Buitenste schaamlippen (Labia majora)                                                                                                 |
| Urogenitale plooi                      | Raphe mediana van de penis Definitieve sponsachtige deel van de urinebuis | Binnenste schaamlippen (Labia minora)                                                                                                 |
| Tuberculum genitale                    | Penis                                                                     | Clitoris |
| Tuberculum genitale                    | Corpus spongiosum penis (zwellichaam van de penis)                        | Corpus cavernosum clitoridis (zwellichaam van de clitoris)                                                                            |
| Tuberculum genitale                    | Glans penis                                                               | Glans clitoridis |
| Tuberculum genitale                    | Crus penis                                                                | Crus clitoridis |
| Preputium                              | Voorhuid                                                                  | Clitorishoed |
| Buikvlies (Peritoneum)                 | Processus vaginalis                                                       | Gang van Nuck |
| Gubernaculum                           | Gubernaculum testis                                                       | Gubernaculum (zoogdier)#Vrouwelijk gubernaculum: Het ligamentum ovarii proprium (eierstokken) en het ligamentum rotundum (baarmoeder) |

### Inwendige differentiatie
Zie de drie figuren A, B en C rechts.
| A. primitieve urogenitale organen in het embryo vóór genitale verschillen.                         | B. vrouwelijk. | C. mannelijk. |
| -------------------------------------------------------------------------------------------------- | --- | --- |
| 3. Ureter                                                                                          | Ureter | Ureter |
| 4. Urineblaas                                                                                      | Urineblaas | Urineblaas |
| 5. Urachus                                                                                         | Urachus | Urachus |

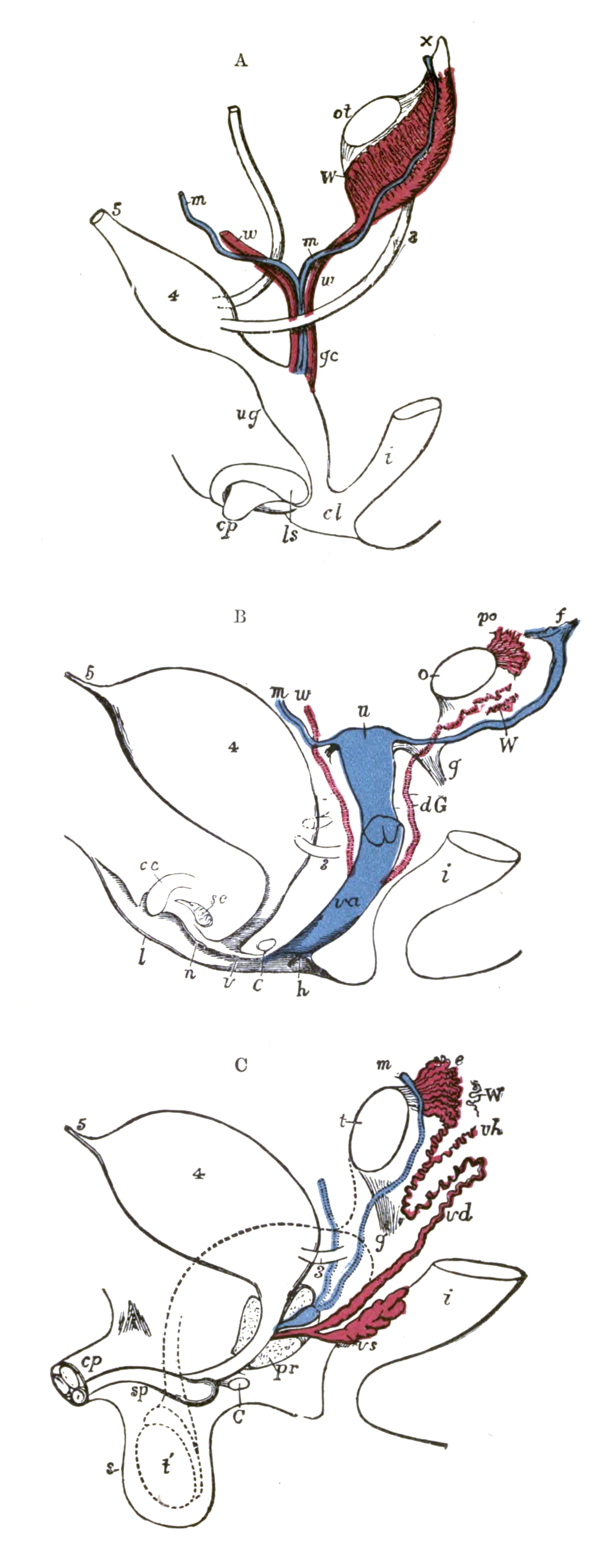
Schema's die de mannelijke (C) en vrouwelijke (B) ontwikkeling aangeven vanuit een gemeenschappelijk type (A).

| i. Onderste deel van de ingewanden                                                                 | i. Onderste deel van de ingewanden | i. Onderste deel van de ingewanden |
| cl. Cloaca                                                                                         | | |
| cp. Opbolling die zich ontwikkelt tot clitoris of penis (tuberculum genitale)                      | cc. Corpora cavernosum clitoridis | cp. Corpora cavernosum penis |
| ug. Sinus urogenitalis                                                                             | C. Klier van Bartholin met direct daarboven de urethra | C. Klier van Bartholin van één kant |
| | f. De buikopening van de linker eileider | |
| | g. ligamentum rotundum (ronde ligament, baarmoeder) | g. het gubernaculum testis |
| | h. Plaats van het hymen | |
| ls. Labioscrotale plooien                                                                          | l. Labium majus (Buitenste schaamlippen) | s. Scrotum |
| | n. Labium minus (Binnenste schaamlippen) | |
| m, m. Rechts en links de gangen van Müller samen met de gangen van Wolff in gc, de geslachtsstreng | | m. gang van Müller, het bovenste deel blijft bestaan als de hydatide van Morgagni; het onderste deel, aangegeven met een stippellijn naar de prostaat, is het soms aanwezige cornu en buis van de uterus masculinus. |
| ot. De gonadale richel waar de eierstok of teelbal wordt gevormd.                                  | o. De linker eierstok | t. Teelbal op de plaats waar deze oorspronkelijk wordt gevormd; t’, samen met de gestippelde lijn erboven geeft dit de richting aan waarin de teelbal en de bijbal afdalen in het scrotum.                           |
| | | pr. De prostaat |
| | sc. Corpus cavernosum clitoridis | sp. Corpus spongiosum penis |
| | u. Uterus. De eileider aan de rechterkant is m. | |
| | v. Vulva | |
| | va. Vagina | |
| | | vh. Ductus aberrans |
| | | vs. Zaadblaas (Vesicula seminales) |
| W. Links Oernier (mesonefros, lichaam van Wolff)                                                   | | W. verspreide resten van de oernier, bestaande uit de paradidymis (het orgaan van Giraldès of de paradidymis van Waldeyer).                                                                                          |
| w, w. Rechts en links gangen van Wolff                                                             | W. Verspreide resten van de gangen van Wolff bij het paroöforon van Waldeyer; dG. Resten van de linker gang van Wolff, deze gaan naar de gang van Gartner, aangegeven met stippellijnen; aan de rechterkant aangegeven met w. | |
| | po. Epoöforon | |

### Uitwendige differentiatie

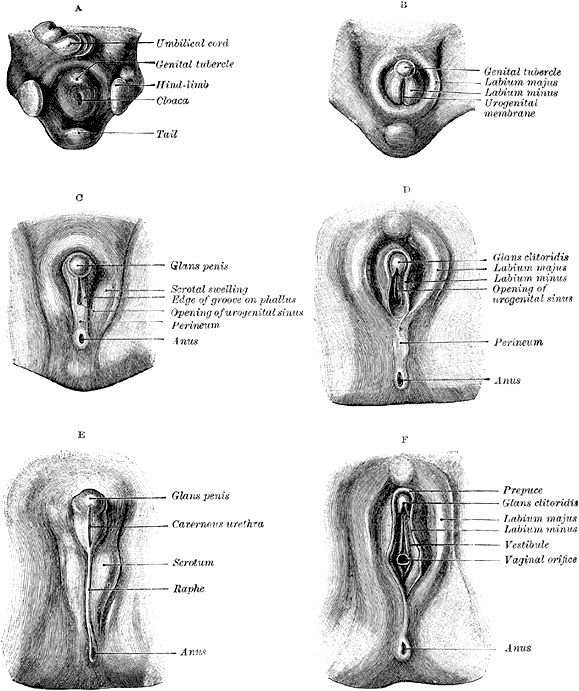
Fasen in de ontwikkeling van uitwendige organen.

Tekening rechts; fasen in de ontwikkeling van uitwendige organen:
- A: Gelijk
- B, D, F: Vrouwelijk
- C, E: Mannelijk